# Vejle

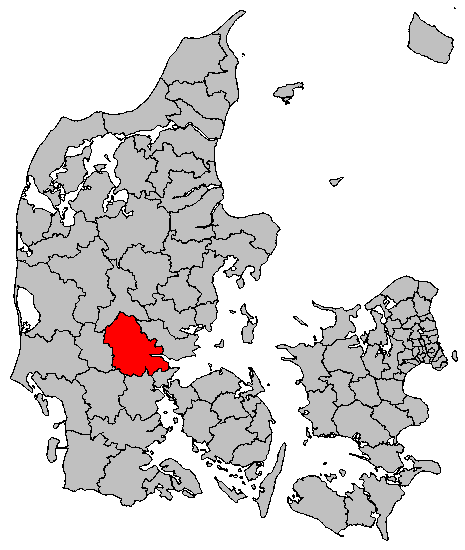
Vị trí thị xã Vejle

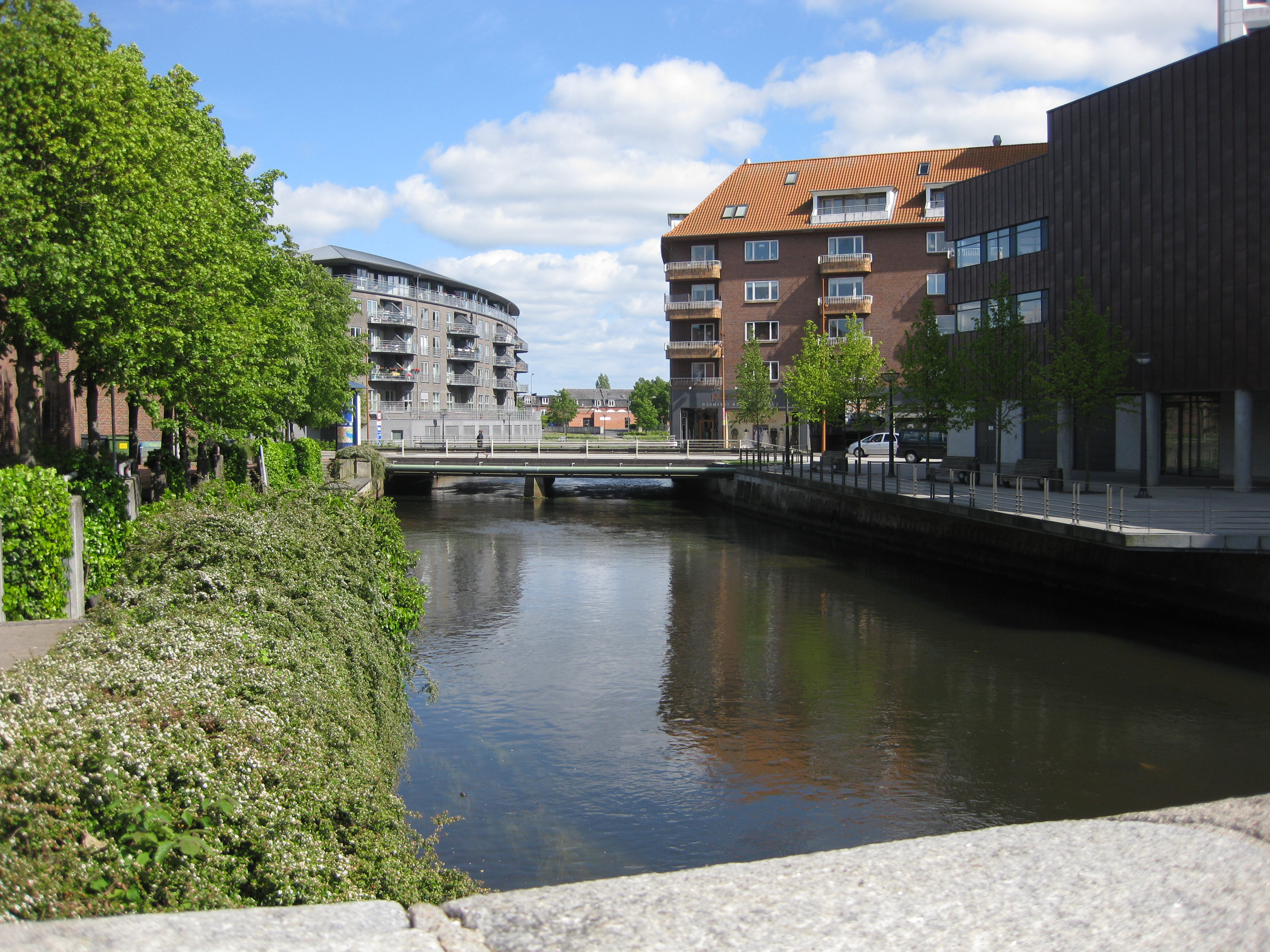
sông Vejle chảy qua thành phố Vejle

Vejle là một thành phố của Đan Mạch, nằm ở cuối vịnh hẹp Vejle - nơi thung lũng của sông nhỏ Vejle và thung lũng của sông nhỏ Grejs gặp nhau - ở phía nam bán đảo Jutland. Tên thành phố có nghĩa là "vùng nước nông có thể lội qua". Vejle có 50.213 cư dân (2008) và là thành phố đông dân thứ chín ở Đan Mạch. Thành phố cũng là trụ sở của thị xã Vejle mới gồm các thị xã cũ Børkop, Egtved, Jelling, Give và Vejle với 104.933 dân cư (2008).

## Lịch sử
Địa danh Vejle được nói đến lần đầu vào năm 1256. Vejle được vua Valdemar III cấp đặc quyền thương trấn ngày 16.8.1327 ở Nyborg. Việc khai quật khảo cổ ở quảng trường Nhà thờ cho thấy ở đây đã có người cư ngụ từ khoảng năm 1100. Lâu đài của Vua, Castrum Wæthel, nằm ở vị trí nhà ga xe bus hiện nay. Các đường phố dành cho người đi bộ hiện nay là các đường của thành phố cổ.

## Bảng kê dân số

Huy hiệu thành phố

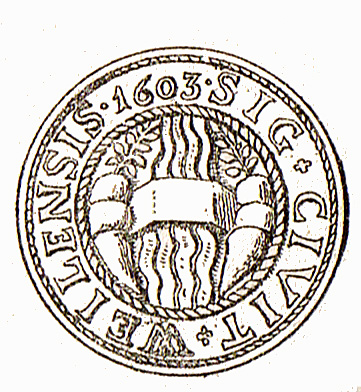
Dấu triện của thành phố

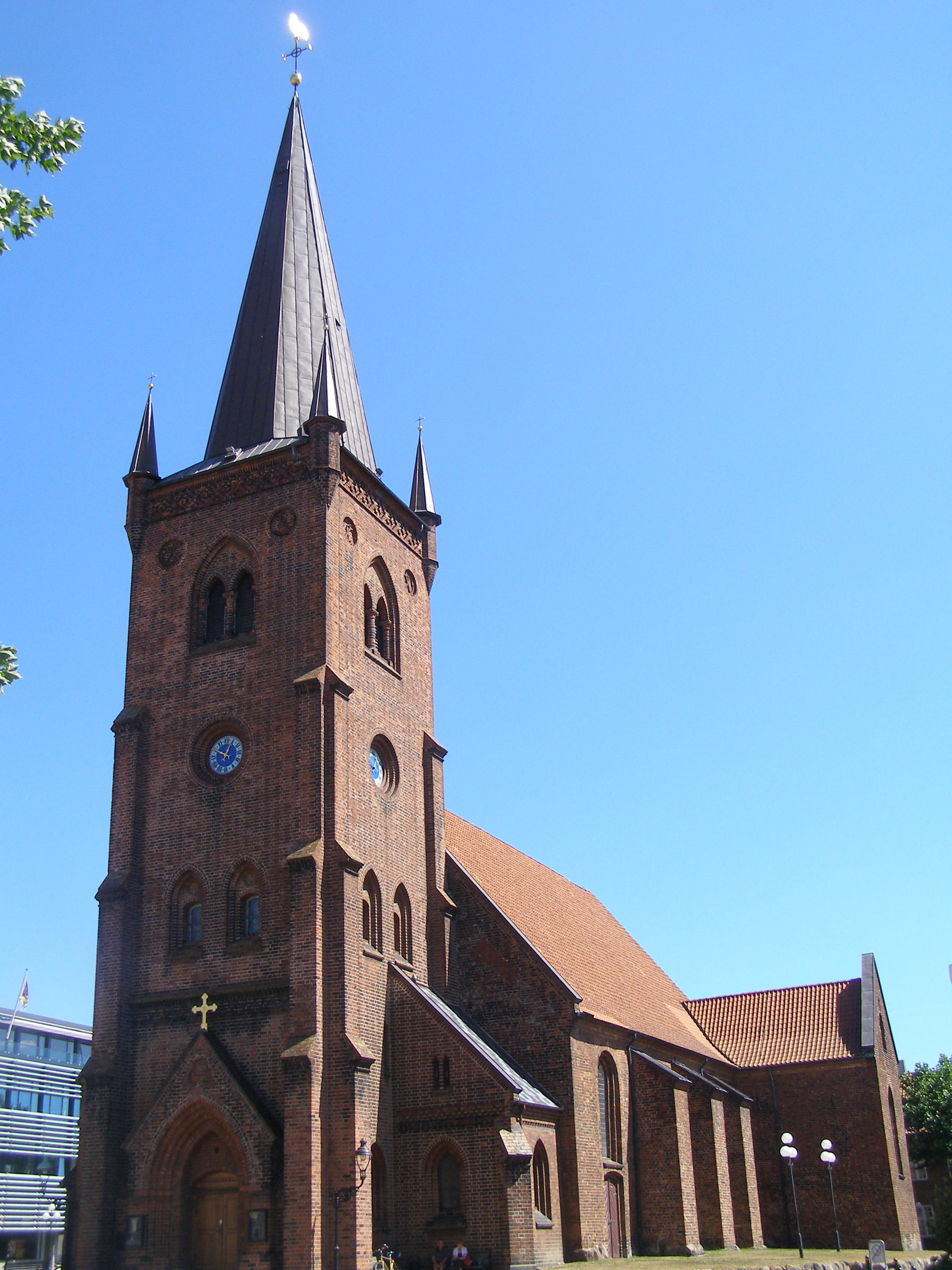
Nhà thờ Thánh Nicolai ở Vejle

| Năm  | Dân số |
| ---- | ------ |
| 1787 | 843    |
| 1801 | 1.310  |
| 1834 | 2.409  |
| 1840 | 2.705  |
| 1850 | 3.300  |
| 1860 | 4.920  |
| 1870 | 6.092  |
| 1880 | 7.145  |
| 1890 | 9.015  |
| 1894 | 10.875 |
| 1895 | 11.397 |
| 1896 | 12.147 |
| 1897 | 12.852 |
| 1898 | 13.783 |
| 1899 | 14.189 |
| 1900 | 14.308 |
| 1901 | 14.592 |
| 1902 | 14.436 |
| 1903 | 15.516 |
| 1904 | 15.800 |
| 1906 | 16.553 |
| 1907 | 16.695 |
| 1908 | 17.051 |
| 1909 | 17.132 |
| 1910 | 16.987 |
| 1911 | 17.159 |
| 1916 | 19.597 |
| 1921 | 22.001 |
| 1930 | 22.943 |
| 1940 | 25.174 |
| 1960 | 31.362 |

| Năm  | Dân số |
| ---- | ------ |
| 1976 | 42.175 |
| 1981 | 43.300 |
| 1986 | 44.253 |
| 1989 | 45.099 |
| 1990 | 45.545 |
| 1992 | 46.074 |
| 1994 | 46.718 |
| 1996 | 47.374 |
| 1997 | 47.678 |
| 1998 | 47.839 |
| 1999 | 47.976 |
| 2000 | 47.930 |
| 2001 | 48.402 |
| 2002 | 49.359 |
| 2003 | 49.782 |
| 2004 | 49.917 |
| 2006 | 49.928 |
| 2007 | 49.943 |
| 2008 | 50.213 |

## Kinh tế
Xưa kia Vejle được gọi là "Manchester của Đan Mạch", vì có các Nhà máy kéo sợi và dệt vải lớn ở nửa đầu thế kỷ 20. Khoảng 25% dân trong thành phố làm việc ở các nhà máy này . Dù gặp các khó khăn trong thập niên 1950 và 1960, ngành kỹ nghệ dệt của Vejle vẫn tồn tại tới năm 1993. Ngày nay, các phòng lớn của các nhà máy dệt trở thành nơi trưng bày hoặc biến thành các căn hộ cho thuê. Khu vực cảng là khu công nghiệp lớn nhất vì có cảng và tuyến đường sắt. Ngày nay Vejle có khá nhiều công ty công nghệ thông tin.
Khu buôn bán tập trung ở các đường phố dành cho người đi bộ tại Trung tâm thành phố với đủ loại cửa tiệm và ở 2 khu trung tâm thương mại mới mở là butikscentre và Bryggen. 

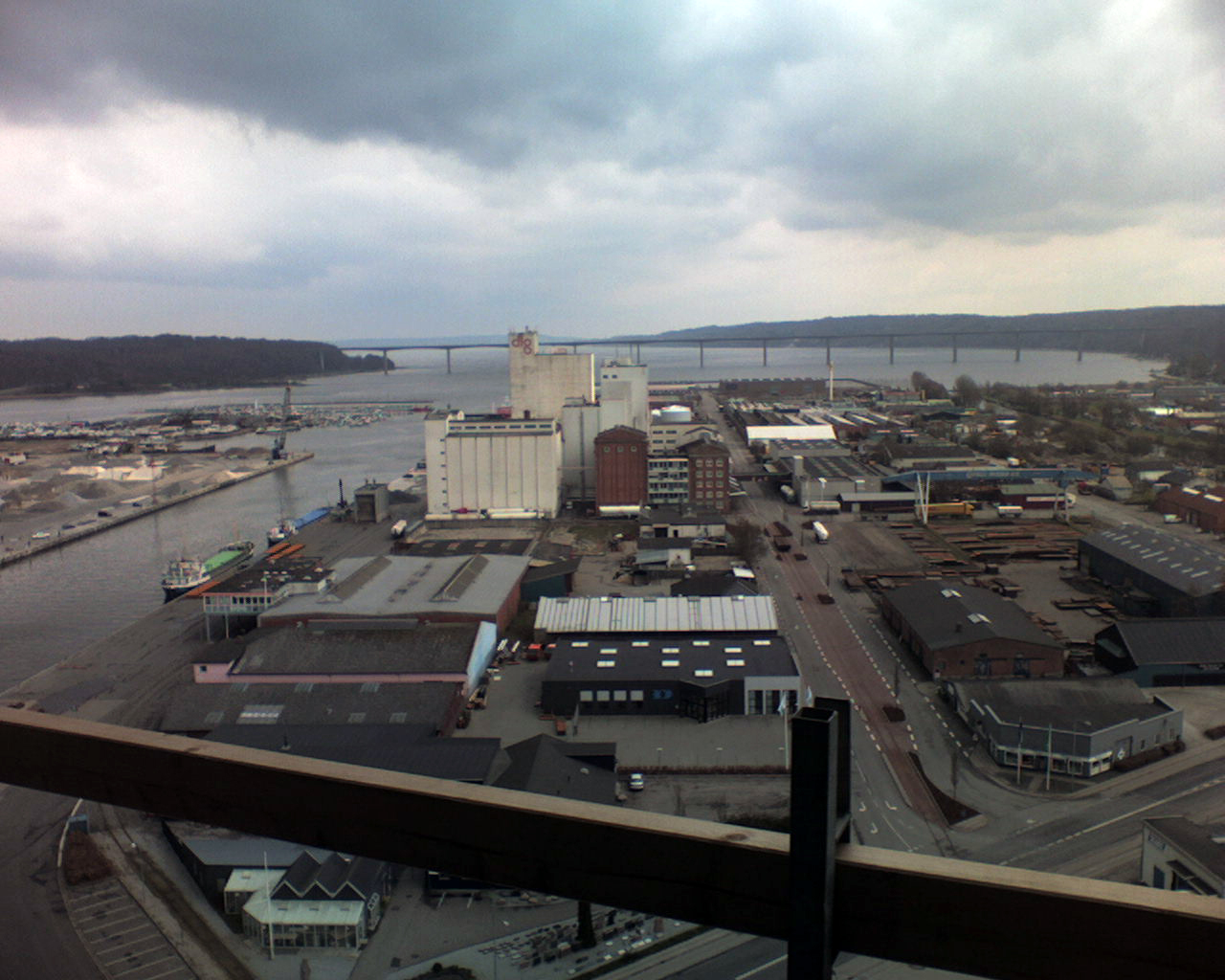
Cảng Vejle nhìn từ "Den Hvide Facet"

## Giao thông
Xa lộ châu Âu E45 chạy qua gần thành phố. Nha kiều lộ Đan Mạch đang nghiên cứu việc mở rộng xa lộ nối vào Xa lộ châu Âu E45 ở đoạn phía nam và bắc Vejle từ 4 lằn đường thành 6 lằn đường.
Tuyến đường sắt được đưa vào sử dụng và nhà ga xe lửa của thành phố được khai trương từ năm 1868, nối giao thông giữa Vejle với các thành phố khác của Đan Mạch.
Cảng Vejle ở địa điểm hiện nay được khai trương năm 1827 nơi nhà cửa ở phố cảng lúc đó còn ít.
Sau thế chiến thứ hai Cảng Vejle trở thành cảng lớn thứ hai Đan Mạch, sau cảng Copenhagen.
Xưa có 2 tàu chạy bằng hơi nước tên Hvidbjerg và Jeppe Jensen chạy trong Vịnh hẹp Vejle tới Munkebjerg, Tirsbæk, Ulbækhus, Fakkegrav, nhưng đã ngưng từ năm 1932 và tàu Jeppe Jensen trở thành tàu kéo, trong khi tàu Hvidbjerg biến thành tàu phá băng. Cảng Vejle ngày nay là cảng kinh tế quan trọng vì các hoạt động kinh tế lớn trong khu vực.
Thị xã Vejle cũng là đồng sở hữu chủ Sân bay Billund, sân bay lớn thứ nhì Đan Mạch, cách thành phố 30 km.

## Vấn đề rác thải
Ở Vejle rác thải được phân loại trước, gồm loại rác hữu cơ và rác vô cơ, cho vào hai loại bịch nhựa màu đen và màu xanh lam. Một quy định mới bao gồm hệ thống phân loại này là phân loại từ nguồn gọi là phân loại quang học có hiệu lực từ 1.1.2003, và là chính sách làm sạch môi trường của thị xã Vejle từ năm 1985, nhằm tái sử dụng chất thải.

## Giáo dục & Đào tạo
Vejle có các trường sau: 
- Trường thương mại Vejle
- Trường trung học Rosborg
- Trường trung học Rødkilde
- Trường kỹ thuật Vejle
- Trường trung học kỹ thuật Vejle
- Trung tâm đào tạo người thành niên (VUC)

Một sáng kiến mới từ năm 2008 là đào tạo các tài năng thể thao trẻ ở trường Nørremark và trường thương mại Vejle.

## Thể thao
Câu lạc bộ bóng đá Vejle Boldklub đã từng đoạt 5 giải vô địch quốc gia và 6 lần đoạt Cúp quốc gia Đan Mạch. Ngày nay câu lạc bộ này đã xuống hạng nhất và đang nỗ lực tranh 1 suất lên Siêu hạng trong mùa bóng tới. Một sân bóng mới đã được khánh thành vào mùa xuân năm 2008.
Một trong các cầu thủ bóng đá đẳng cấp quốc tế sinh tại Vejle là Allan Simonsen, đã đoạt giải cầu thủ xuất sắc nhất châu Âu năm 1977.

## Thành phố kết nghĩa
- Mikkeli, Phần Lan (từ 1946)
- Roquebrune Cap Martin, Pháp (từ 1955)
- Jelgava, Latvia
- Molde, Na Uy (từ 1946)
- Borås, Thụy Điển (từ 1946)
- Schleswig, Đức (từ 1977)

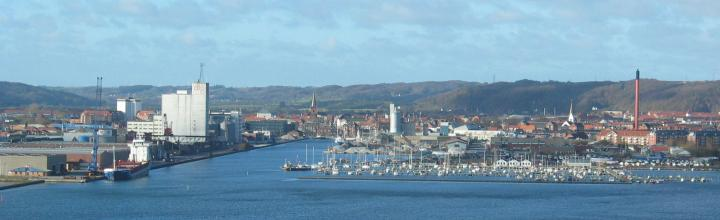
Vejle nhìn từ bờ Vịnh hẹp